# Puebla de Don Rodrigo
Puebla de Don Rodrigo település Spanyolországban, Ciudad Real tartományban. Puebla de Don Rodrigo Agudo, Fuenlabrada de los Montes, Villarta de los Montes és Arroba de los Montes községekkel határos. Lakosainak száma 1137 fő (2024).

## Népesség
A település népessége az elmúlt években az alábbi módon változott:
| Lakosok száma | 1348 | 1267 | 1277 | 1268 | 1255 | 1236 | 1228 | 1178 | 1141 | 1137 |
|               | 2001 | 2004 | 2006 | 2009 | 2011 | 2014 | 2016 | 2019 | 2021 | 2024 |